# Palais Schaumburg

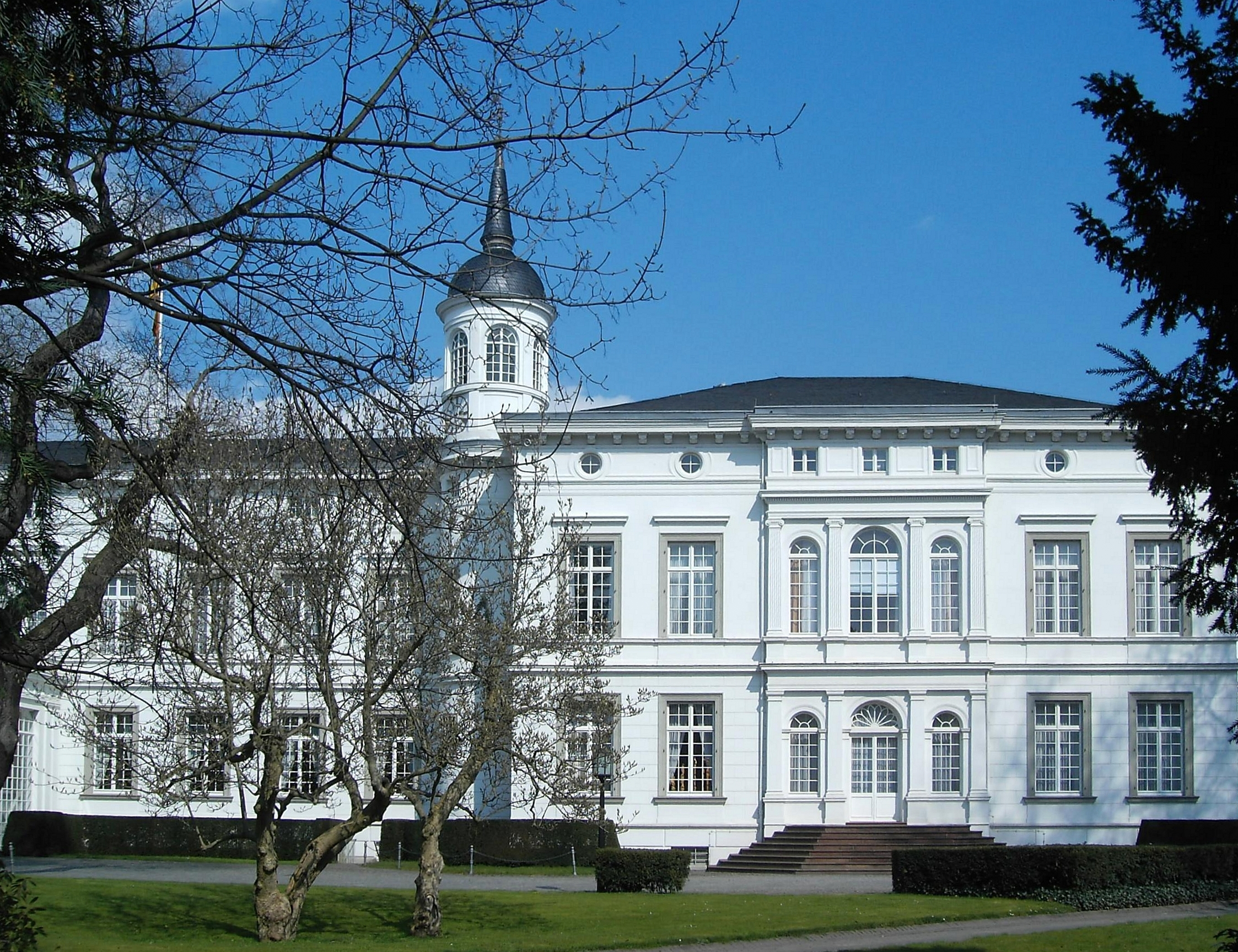
Frontansicht, Auffahrt, Vorplatz

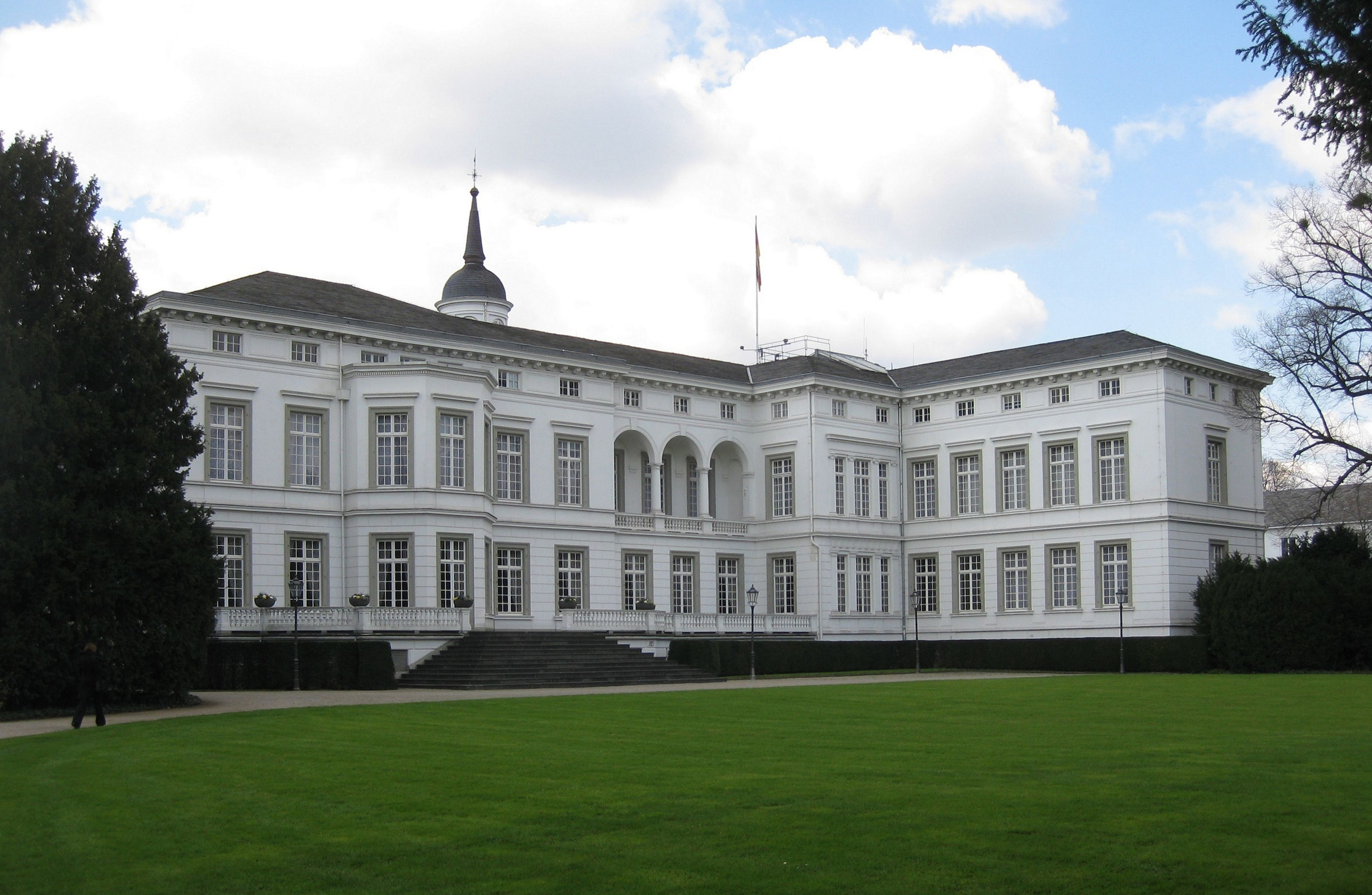
Rückansicht

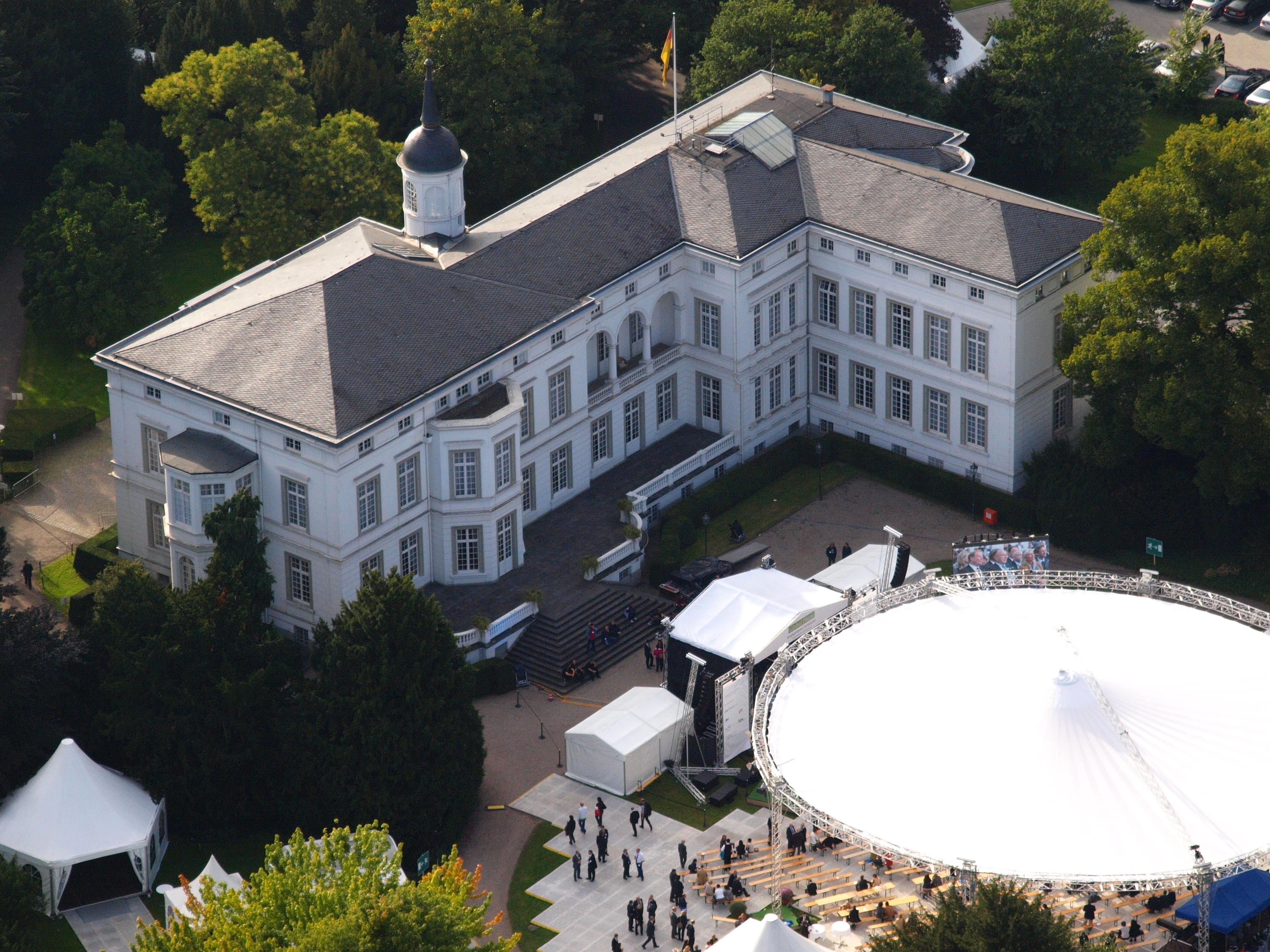
Luftaufnahme

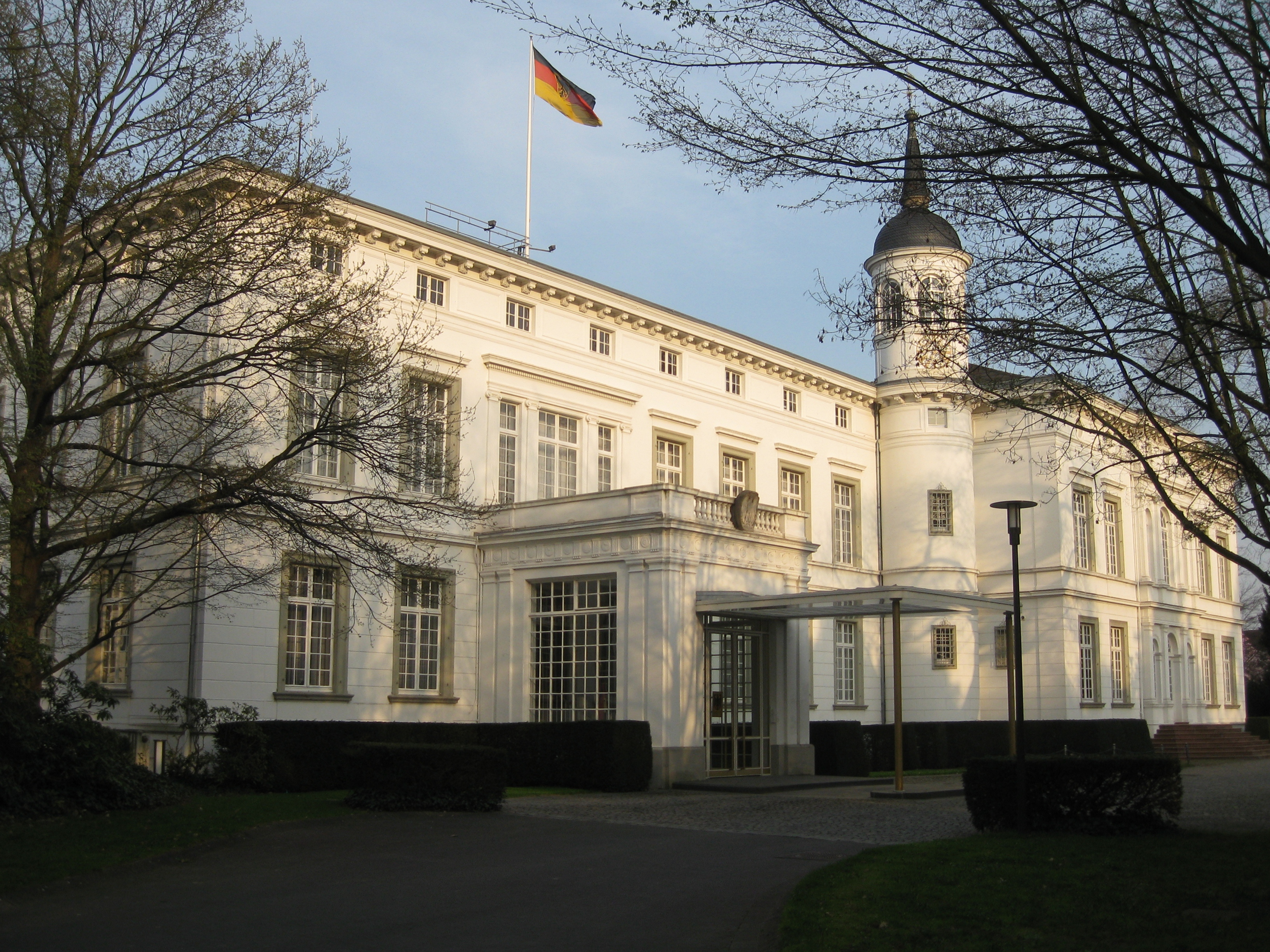
Palais Schaumburg

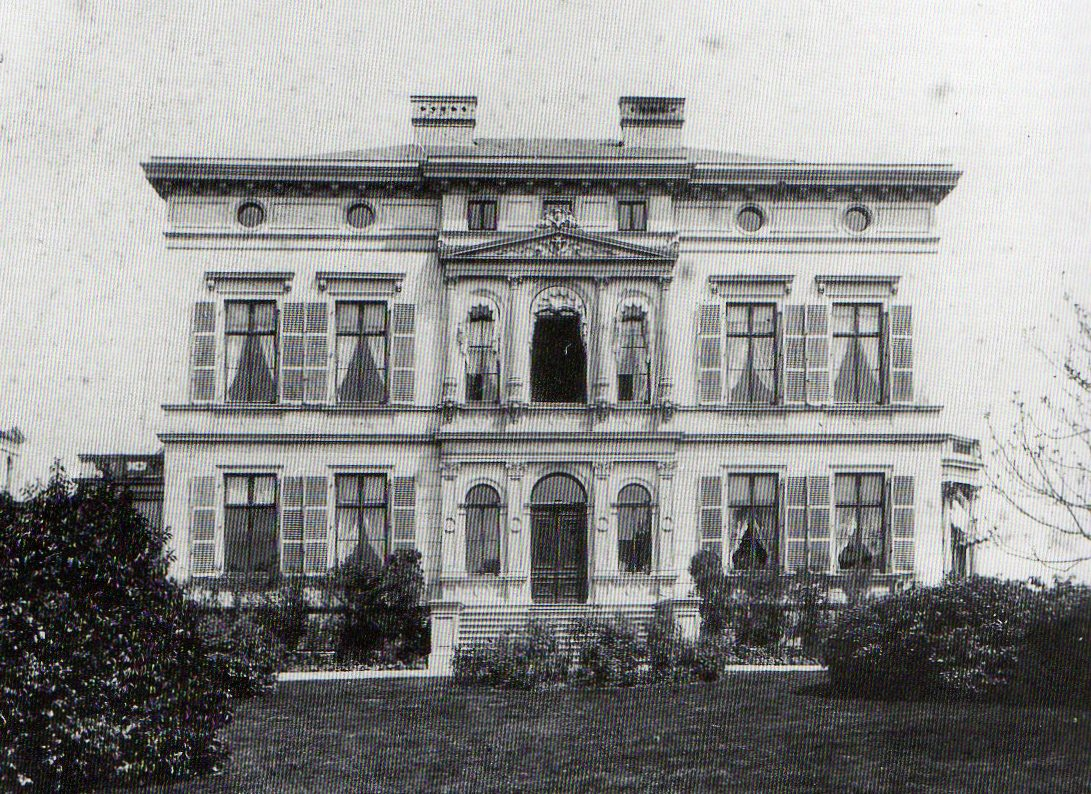
Villa Loeschigk (zwischen 1879 und 1894)

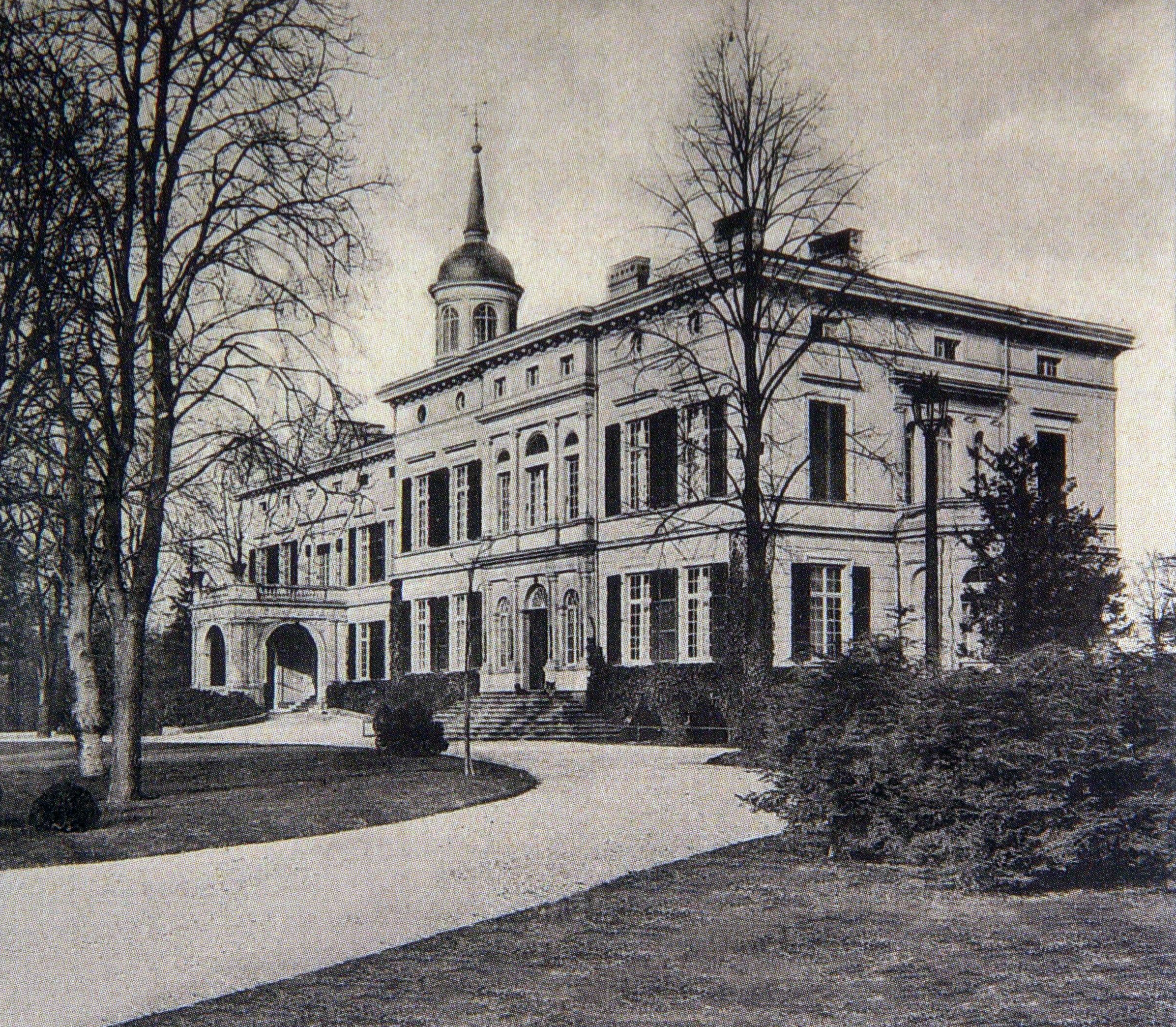
Palais Schaumburg (um 1900)

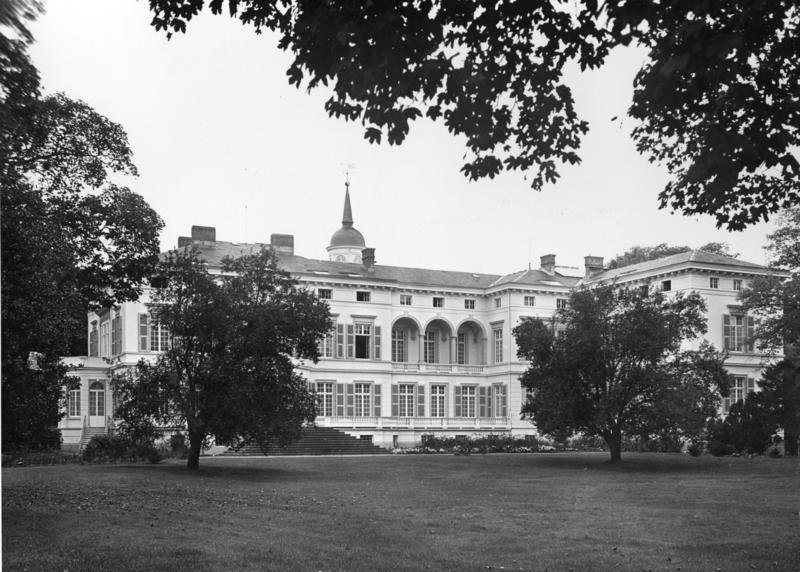
Palais Schaumburg, 1950

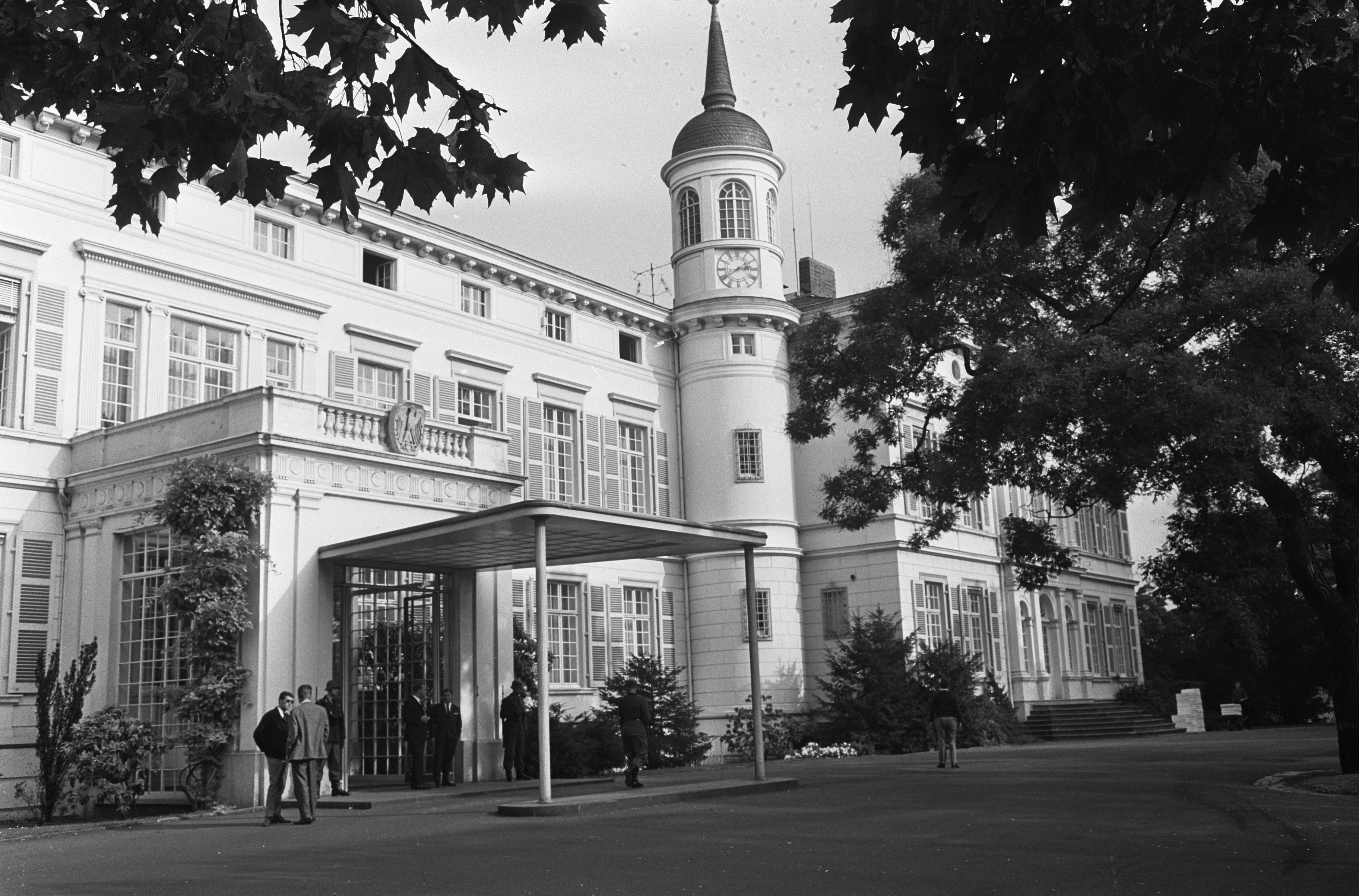
Palais Schaumburg als Bundeskanzleramt, 4. Oktober 1964

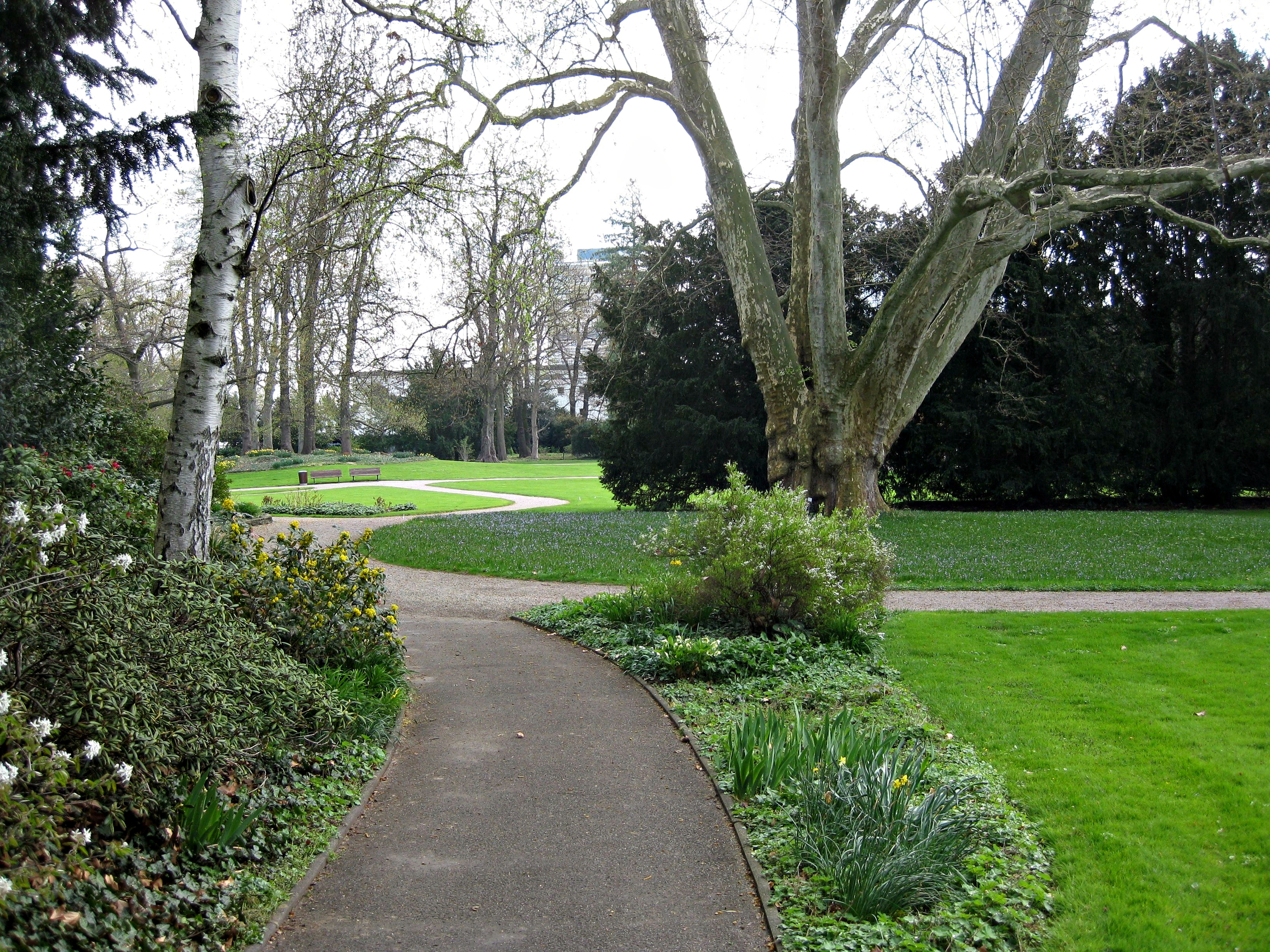
Parkanlagen

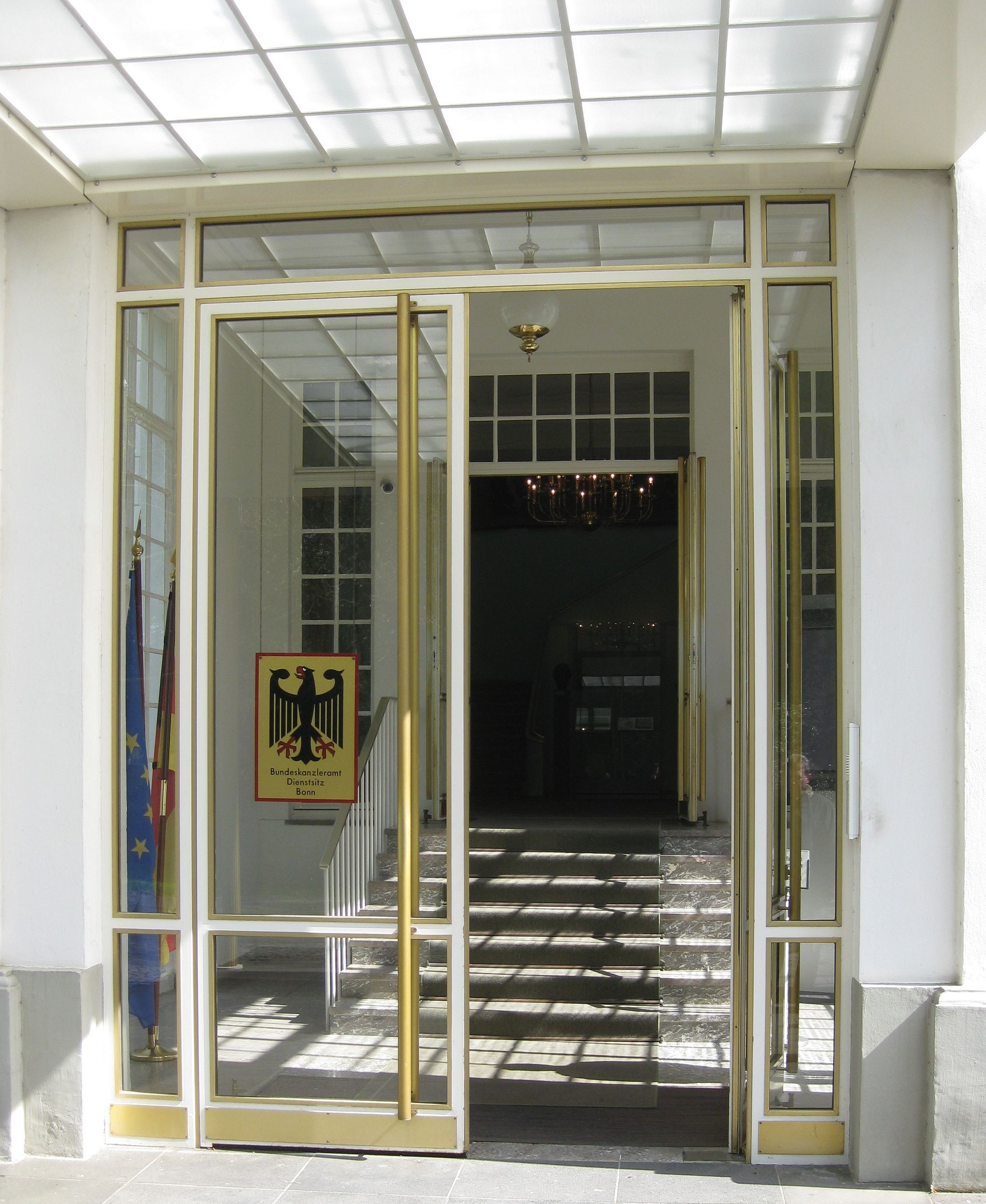
Nebeneingang: Bundeskanzleramt, Dienstsitz Bonn

Das Palais Schaumburg ist ein schlossähnliches Gebäude in Bonn, das von 1949 bis 1976 erster Dienstsitz des Bundeskanzleramtes und damit des Bundeskanzlers war. Ursprünglich eine 1858–1860 erbaute Villa, erhielt es sein heutiges Erscheinungsbild Ende des 19. Jahrhunderts nach mehrfachen Um- und Erweiterungsbauten. Nach Fertigstellung eines Neubaus des Bundeskanzleramts 1976 wurde es, weiterhin als „Haus des Bundeskanzlers“ bezeichnet, vorwiegend zu repräsentativen Zwecken genutzt. Infolge der Verlegung des Regierungssitzes nach Berlin im Jahre 1999 diente das Palais Schaumburg von Mai 2001 bis zu einer sanierungsbedingten Unterbrechung ab August 2013 als zweiter Dienstsitz des Bundeskanzleramtes und Bundeskanzlers. Benannt ist es nach seinem zweiten Besitzer aus dem Fürstenhaus Schaumburg-Lippe ab 1890.
Das Palais liegt im engeren Bundesviertel östlich der Adenauerallee (B 9; Hausnummer 141) und westlich des Rheinufers (Wilhelm-Spiritus-Ufer) direkt südlich der Villa Hammerschmidt, des derzeit zweiten Amtssitzes des deutschen Bundespräsidenten. Es ist eine Station des Geschichtsrundwegs Weg der Demokratie.

## Geschichte

### Privatbesitz (1860–1939)
Das spätklassizistische Gebäude wurde 1858 bis 1860 im Auftrag des Aachener Tuchfabrikanten Aloys Knops (1814–1898) als Stadtvilla in Stil und Größe eines barocken Lustschlosses (maison de plaisance) nach einem Entwurf des Aachener Architekten und Baumeisters Andreas Hansen, Schwiegervater von Knops, errichtet. Die Ausführung lag in den Händen des Maurermeisters Josef Porcher. Dieses zweigeschossige Ursprungsgebäude mit Mezzanin und flachem Walmdach umfasst sieben Längs- und fünf Querachsen, wurde im Erdgeschoss mit Quaderputz versehen und erfuhr seine Gliederung durch Rechteckfenster mit Gebälk und Gesims. Zum Garten hin entstand am Salon dreiseitig ein Vorbau mit zwei Geschossen, dem sich eine Gartenterrasse anschließt.
1860 wurde die Villa von dem aus Thüringen stammenden Tuchfabrikanten und US-amerikanischen Staatsbürger Wilhelm Loeschigk (1808–1887) erworben, als er mit seiner Familie aus New York nach Bonn übersiedelte. Loeschigk ließ den Bau unter anderem um den kleinen Rundturm und 1875–1879 um einen kleinen erkerartigen Anbau an der Nordseite erweitern; seine Familie bewohnte das Haus bis 1890. Er gab dem Haus den seinerzeitigen Namen Villa Loeschigk. Sie war neben der damaligen Villa Troost und der Villa Prieger eine von drei städtebaulich zunächst gleichwertigen Villen am damaligen Südrand der Stadt Bonn. Loeschigk betrieb auf seinem Grundstück mit Weinhaus und Hühnerhaus auch landwirtschaftlichen Anbau, außerdem hatte er eine Schmiede einrichten lassen.
1894 erwarb Prinz Adolf zu Schaumburg-Lippe (1859–1916), ein Sohn des regierenden Fürsten Adolf I., die Villa. Prinz Adolf heiratete im selben Jahr Prinzessin Viktoria von Preußen (1866–1929), eine Tochter Kaiser Friedrichs III. und der Kaiserin Victoria und jüngere Schwester Kaiser Wilhelms II.; die Ehe blieb kinderlos. Nach der Hochzeitsreise zog das Paar 1891 in die Bonner Villa ein und ließ den Bau 1894 bis 1896 durch den Berliner Hofbaumeister Ernst von Ihne um einen L-förmigen Baukörper erweitern, bestehend aus je einem Flügel im Norden (neunachsig) und Osten (fünfachsig). Auch dreiachsige Mittelrisalite an der Straßenfront, am Neubau mit Söller sowie am Altbau mit zweigeschossiger Säulenordnung und Rundbogenfenster gehen auf Ihne zurück – ebenso die Alt- und Neubau verbindende Gartenfassade mit Rundbogenloggia. Eine Vorhalle und ein großer Treppenaufgang bildeten den neuen Haupteingang.  Außerdem ließ von Ihne die Villa mit wertvollen Möbeln und Kunstwerken ausstatten.
1904 gehörten neben dem Wohnhaus zur Villa noch ein Pförtnerhaus, ein Seitenhaus (Orangerie, Wohnung und Gewächshaus), ein Maschinenhaus, zwei Treibhäuser, ein Wagenschuppen, eine Reitbahn sowie ein Tennisplatz.
In den folgenden Jahren bis zum Ersten Weltkrieg stand das Anwesen regelmäßig im Mittelpunkt gesellschaftlicher Festivitäten und kaiserlicher Besuche; aus dieser Zeit stammt seine bis heute übliche Bezeichnung als Palais Schaumburg. Nach dem Tod des Prinzen Adolf 1916 erbte 1917 seine Witwe Viktoria das Palais Schaumburg, in dem nach Kriegsende bis 1919 englische und kanadische Soldaten, darunter auch der kanadische Befehlshaber Arthur Currie, untergebracht waren. Ende 1919 verkaufte Viktoria das Palais an Adolf II. zu Schaumburg-Lippe, einen Neffen ihres verstorbenen Mannes, sicherte sich jedoch ein lebenslanges Wohn- und Nutzungsrecht zu.
1927 heiratete Viktoria im „Roten Salon“ (dem späteren Kabinettssaal) des Palais Schaumburg den russischen Hochstapler Alexander Zoubkoff (1900–1936), der aufgrund mehrerer Betrügereien bereits 1928 nach Luxemburg ausgewiesen wurde. Die Familie Schaumburg-Lippe entzog der hochverschuldeten Viktoria daraufhin ihr Wohnrecht im Palais und ließ das gesamte Inventar im Oktober 1929 versteigern; in den Gebäuden wurden Büros und Mietwohnungen eingerichtet. Nach dem Tode Adolfs 1936 erbten dessen Geschwister das Palais Schaumburg zu gleichen Teilen.

### Staatsbesitz (seit 1939)
Im Februar 1939 wurde das Palais Schaumburg für 709.000 Reichsmark vom Deutschen Reich erworben, um dort Teile eines Militärstabs der Wehrmacht, das „Armeekommando 2“ unterzubringen. Das dem Wehrkreis VI (Münster) unterstellte Kommando zog dort im November 1939 ein, beendete aber mit Beginn des Westfeldzugs am 10. Mai 1940 seine Tätigkeit im Palais. Nach dem Ende des Zweiten Weltkriegs unterstand es der britischen Militärverwaltung; von Herbst 1948 bis zum Herbst 1949 war es Hauptquartier der Belgischen Streitkräfte in Deutschland  – die Einholung der Flaggen erfolgte am 2. November. Die Bauakten der einstigen Villa Loeschigk wurden durch die Alliierten beschlagnahmt und in England vernichtet, sodass sie heute als verloren gelten. Am 5. November 1949 bestimmte Bundeskanzler Konrad Adenauer, der zuvor zwei Monate im nahen Museum Koenig residiert hatte, das Palais Schaumburg zu seinem neuen Dienstsitz und zog am 25. November 1949 ein. Zwei Monate später empfing er dort als ersten Staatsgast den französischen Außenminister Robert Schuman. Adenauer stand im Palais auch eine kleine Wohnung mit drei Zimmern und Bad zur Verfügung, die er jedoch nicht zum Übernachten nutzte.
Im Jahre 1950 baute Hans Schwippert das Gebäude für die Verwendung als Bundeskanzleramt bei Kosten von einer Million DM um; es entstanden unter anderem eine überdachte Vorfahrt und ein Vestibül mit neuer Treppe. 1954/55 – nachdem der Bund Eigentümer des Areals der ehemaligen Villa Selve geworden war – wurde das Palais nach einem Entwurf der Bundesbaudirektion an der Nordseite um zwei dreigeschossige, zueinander rechtwinklig angeordnete Verwaltungsgebäude mit flach geneigten, schiefergedeckten Walmdächern (Häuser 2 und 3; „Altes Kanzleramt“) erweitert, die miteinander und mit dem Palais durch eingeschossige, gläserne Quertrakte verbunden sind. Den Haupteingang zum Bundeskanzleramt bildete fortan das im neu entstandenen Gesamtkomplex die Stellung eines Mittelbaus einnehmende Haus 2.
Am äußersten Ende des Grundstücks – direkt an der Mauer zum Rheinufer – ließ Hausherr Adenauer 1955 einen Pavillon, das sogenannte Kanzler-Teehaus, errichten. Es entstand auf den Fundamenten einer hier zuvor existierenden Walhalla-Aussichtsarchitektur. Näher am Palais, unsichtbar von hier aus im weitläufigen Park, errichtete Sep Ruf 1963 bis 1964 im modernen Stil das erstmals von Adenauers Nachfolger Ludwig Erhard bezogene „Wohn- und Empfangsgebäude des Bundeskanzlers“, den sogenannten Kanzlerbungalow. In der Regierungszeit von Kurt Georg Kiesinger (1966–69; CDU) wurde im Park des Palais Schaumburg ein Hubschrauberlandeplatz eingerichtet.
Da das bisherige Kanzleramt nicht genügend Platz bot, wurde es schließlich im Juli 1976 unter Bundeskanzler Helmut Schmidt – die Verlegung seines Arbeitszimmers erfolgte am 7. Juli – durch einen noch in der Amtszeit von seinem Vorgänger Willy Brandt begonnenen nahegelegenen Neubau abgelöst. Das Palais wurde nunmehr – nach einer 1978 abgeschlossenen Innen- und Außenrenovierung – insbesondere für kulturelle Veranstaltungen, politische Besprechungen mit Staatsgästen, bei Staatsempfängen, zu Vertragsunterzeichnungen und für internationale Konferenzen wie den G7-Gipfel in Bonn 1978  und den G7-Gipfel in Bonn 1985 genutzt. Nach der Neugründung des Bundesministeriums für Umwelt, Naturschutz und Reaktorsicherheit 1986 war das Palais Schaumburg bis 1987 für kurze Zeit Amtssitz dieser Behörde. Nach der deutschen Wiedervereinigung 1990/91 hatten die fünf Bundesminister für besondere Aufgaben des damaligen Bundeskabinetts dort ihren Dienstsitz. Im Mai 1990 unterzeichneten Vertreter beider deutscher Staaten im Palais Schaumburg den Staatsvertrag über die Schaffung der Währungs-, Wirtschafts- und Sozialunion. Dem letzten mit Hauptsitz in Bonn amtierenden Bundeskanzler Gerhard Schröder standen im Palais zwei eigens eingerichtete Wohnräume (ehemalige Privaträume Adenauers) zur Verfügung.
Nach der Verlegung des Regierungssitzes nach Berlin 1999 wurde das Palais Schaumburg im Mai 2001 – zugleich mit dem Bezug des Neubaus in Berlin – zweiter Dienstsitz des Bundeskanzleramts. Dort waren zunächst im Dachgeschoss knapp 40 Mitarbeiter des Inneren Dienstes, das Petitionsreferat, das für Beihilfen und Reisekosten zuständige Referat sowie die Registratur beheimatet. Die in dieser Zeit amtierenden Bundeskanzler Gerhard Schröder und Angela Merkel selbst nutzten den zweiten Dienstsitz nur unregelmäßig, darunter für Zusammenkünfte mit Staatsgästen am Rande von in Bonn stattfindenden Ereignissen. Anfang September 2004 tagte das Bundeskabinett im Rahmen einer Klausur erstmals wieder im Palais Schaumburg. Heute besteht der zweite Dienstsitz aus etwa 20 Mitarbeitern, die unter anderem sämtliche Bürgerbriefe an den Bundeskanzler sowie Petitionseingaben bearbeiten. Das Haus 2 übernahm 2005 nach einer Grundsanierung gemeinsam mit dem Bundeskanzleramtsgebäude von 1976 das Bundesministerium für wirtschaftliche Zusammenarbeit und Entwicklung, 2007 auch das Haus 3.
Im August 2013 wurde die Liegenschaft für eine denkmalgerechte Sanierung und brandschutztechnische Modernisierung geschlossen. Seit der Schließung hat die Dienststelle Bonn des Bundeskanzleramts ihren Sitz in den Räumen des benachbarten Presse- und Informationsamtes der Bundesregierung. Nach der im März 2014 abgeschlossenen denkmalpflegerischen und bautechnischen Bestandsuntersuchung und Dokumentation wurden Anfang 2015 die erforderlichen Sanierungsarbeiten ausgeschrieben, die nach verschiedentlichen Komplikationen erst Anfang 2019 begannen und nach nochmaligen erheblichen Verzögerungen erst 2027 abgeschlossen werden sollen (Stand: Februar 2024). Im Juni 2024 wurde bekannt, dass das Bundeskanzleramt das Palais Schaumburg als zweiten Dienstsitz in Bonn aufgeben wird, da die Sanierung durch wiederholte Kostensteigerungen nicht mehr wirtschaftlich sei. Die Bundesanstalt für Immobilienaufgaben soll sich um eine „alternative, historisch angemessene Nutzung“ des Palais kümmern. Der zweite Dienstsitz soll sich weiterhin in den Räumen des Presse- und Informationsamtes der Bundesregierung in Bonn befinden.
Das Haus der Geschichte der Bundesrepublik Deutschland unterhielt ab 2006 im Palais Schaumburg eine Dauerausstellung über die Geschichte des Hauses und der Bundeskanzler. Das Gebäude ist nicht frei zugänglich; beim Haus der Geschichte konnten kostenlose Führungen gebucht werden. Seit der langwierigen sanierungsbedingten Schließung ab August 2013 ist das Palais nicht mehr zugänglich.
Das Palais Schaumburg steht als Baudenkmal unter Denkmalschutz.
| Datum                | Bundeskanzler    | Anlass |
| -------------------- | ---------------- | --- |
| 3.–4. September 2004 | Gerhard Schröder | Klausurtagung des Bundeskabinetts mit dem schwedischen Ministerpräsidenten Göran Persson und dem ehemaligen niederländischen Premierminister Wim Kok als Gästen  |
| 3. November 2004     | Gerhard Schröder | Gespräch mit dem ägyptischen Staatspräsidenten Husni Mubarak anlässlich der Eröffnung der Tutanchamun-Ausstellung in der Bundeskunsthalle                        |
| 13. April 2005       | Gerhard Schröder | Eröffnung einer Ausstellung von Udo Lindenberg im Palais Schaumburg                                                                                              |
| 16. Juni 2005        | Gerhard Schröder | Empfang des mongolischen Ministerpräsidenten Tsachiagiin Elbegdordsch mit militärischen Ehren anlässlich der Eröffnung einer Ausstellung in der Bundeskunsthalle |
| 11. Juli 2006        | Angela Merkel    | Gespräch und Pressekonferenz mit dem UN-Generalsekretär Kofi Annan anlässlich der Eröffnung des UN-Campus                                                        |
| 28. Mai 2008         | Angela Merkel    | Gespräch mit dem kanadischen Premierminister Stephen Harper am Rande der UN-Naturschutzkonferenz in Bonn                                                         |
| 2. Mai 2010          | Angela Merkel    | Gespräch mit dem mexikanischen Präsidenten Felipe Calderón im Vorfeld einer internationalen Umweltministerkonferenz auf dem Petersberg                           |
| 29. Juni 2013        | Angela Merkel    | Besuch anlässlich eines Tags der offenen Tür im Bonner Dienstsitz und Zusammentreffen mit Bundespräsident Joachim Gauck                                          |

## Park
Der zunächst fünf, heute etwa acht Hektar große und denkmalgeschützte Park des Palais Schaumburg umfasste ursprünglich neben den Grün- und Wegeanlagen selbst neben einem Rosengarten auch eine Reihe von Gewächshäusern und eine größere Obstplantage, wovon heute allerdings nichts mehr zu sehen ist. Er wurde 1950/51 nach Entwurf des Kasseler Gartenarchitekten Hermann Mattern in Abstimmung mit Bundeskanzler Adenauer umgestaltet und dabei die ehemals zugehörigen Nebengebäude und Anlagen abgebrochen. 1954 wurde der Park im Zuge der Erweiterung des Palais um die Häuser 2 und 3 mit dem Park der 1872/73 erbauten und 1955 abgebrochenen Villa Selve verknüpft; die beiden ursprünglichen Parkteile unterscheiden sich unter anderem noch hinsichtlich der Grundstücksabschlüsse zur Rheinpromenade. Mattern ließ seltene Nadelhölzer pflanzen, Kiefern und Zedern. Der offene Landschaftspark zeichnet sich durch breite Sichtachsen zum Rhein und seinen alten Baumbestand aus. Die großen Rasenflächen rund um den Kanzlerbungalow bieten Skulpturen von Bernhard Heiliger, Gerhard Marcks und Hans Uhlmann Platz. Auf Grundlage eines 2009 in Auftrag gegebenen Parkpflegewerks, das unter anderem eine Stärkung der visuellen Verknüpfungen vorsieht, wurde in einem ersten Bauabschnitt 2010 die Wegeführung überarbeitet.
Der Park erstreckt sich auf einem zum Rheinufer (Wilhelm-Spiritus-Ufer) hin abfallendem Gelände und umfasst bzw. grenzt an folgende Gebäude: Palais Schaumburg inkl. Häuser 2 und 3 (westlicher Bereich), Kanzlerbungalow (mittlerer Bereich), Kanzler-Teehaus (nordöstlicher Rand), Bundeskanzleramtsgebäude (südlicher Rand), „Römerhof“ als 1976 errichtetes Wirtschaftsgebäude der Parkanlage (südöstlicher Rand), ehemalige Landesvertretung NRW (südlich angrenzend), Villa Hammerschmidt mit Park (nördlich angrenzend). Zudem befindet sich unterhalb des Kanzlerbungalows ein durch Bodenstrahler gekennzeichneter Hubschrauberlandeplatz. Ein Gartentor stellt eine Verbindung zu der zum Amtssitz des Bundespräsidenten gehörenden Parkanlage der Villa Hammerschmidt her. Ehemalige, im Park gelegene Bauwerke sind die Villa Selve (mittlerer Bereich), die Gartenhalle der Villa Selve (östlicher Bereich), mehrere Wirtschaftsgebäude und eine Reitbahn des Palais Schaumburg (südlicher Bereich) sowie ein Planungspavillon für den Neubau des Bundeskanzleramts (nördlicher Rand). Von 1960 bis 1978 befand sich im Park eine auf Wunsch Adenauers angelegte Bocciabahn.
Seit 1963 wurde im Park des Palais Schaumburg für jeden Altbundeskanzler der Bundesrepublik zur Erinnerung an seine Amtszeit ein Baum gepflanzt:
| Bundeskanzler        | Partei | Amtszeit                                          | Baum                   | Bemerkungen             |
| -------------------- | ------ | ------------------------------------------------- | ---------------------- | ----------------------- |
| Konrad Adenauer      | CDU    | 1949–1953 1953–1957 1957–1961 1961–1962 1962–1963 | Blauglockenbaum        | 1992 nach Sturm ersetzt |
| Ludwig Erhard        | CDU    | 1963–1965 1965–1966                               | Mammutbaum             |                         |
| Kurt Georg Kiesinger | CDU    | 1966–1969                                         | Spitzahorn             | gepflanzt 1978          |
| Willy Brandt         | SPD    | 1969–1972 1972–1974                               | Ginkgo                 | gepflanzt 1979          |
| Helmut Schmidt       | SPD    | 1974–1976 1976–1980 1980–1982                     | Trauerweide            |                         |
| Helmut Kohl          | CDU    | 1982–1983 1983–1987 1987–1991 1991–1994 1994–1998 | Blutblättrige Rotbuche | gepflanzt 1987          |
| Gerhard Schröder     | SPD    | 1998–2002 2002–2005                               | Eiche                  | gepflanzt 2006          |

### Veranstaltungen im Park
Bundeskanzler Kurt Georg Kiesinger (1966–69) richtete am 24. Juni 1969 erstmals ein sommerliches „Kanzlerfest“ im Park des Palais Schaumburg aus und begründete damit eine Tradition, die mit einzelnen Unterbrechungen auch von seinen Nachfolgern beibehalten wurde. Unter Willy Brandt (1969–74) wurden neben hochrangigen Politikern, Diplomaten und Prominenten auch einfache Bürger zu den Festen mit damals etwa 1200 Gästen eingeladen. Unter Helmut Schmidt (1974–82) fanden sie – nunmehr jeweils an einem bestimmten Thema orientiert – in einem vergrößerten Rahmen mit bis zu 3000 Gästen und zum Teil an anderen Orten in Bonn statt, wobei sich auch Künstler und andere Kulturschaffende präsentierten sowie Sponsoren ausstellten. Helmut Kohl (1982–98) veranstaltete aus vorgeblich finanziellen Gründen zunächst keine sommerlichen Kanzlerfeste, bis er diese Tradition 1987 im Park des Palais Schaumburg wiederaufnahm und sie dabei noch mehr zu einer Werbeveranstaltung der Sponsoringunternehmen wurden.
Am 5. Juli 1967 fand aufgrund der hochsommerlichen Hitze eine Kabinettssitzung der Bundesregierung Kiesinger mit dem aus dem Kabinettssaal verlegten Mobiliar im Park unter einer von Wilhelm Loeschigk in der zweiten Hälfte des 19. Jahrhunderts gepflanzten Platane statt.

Innenansicht Kanzlerbüro
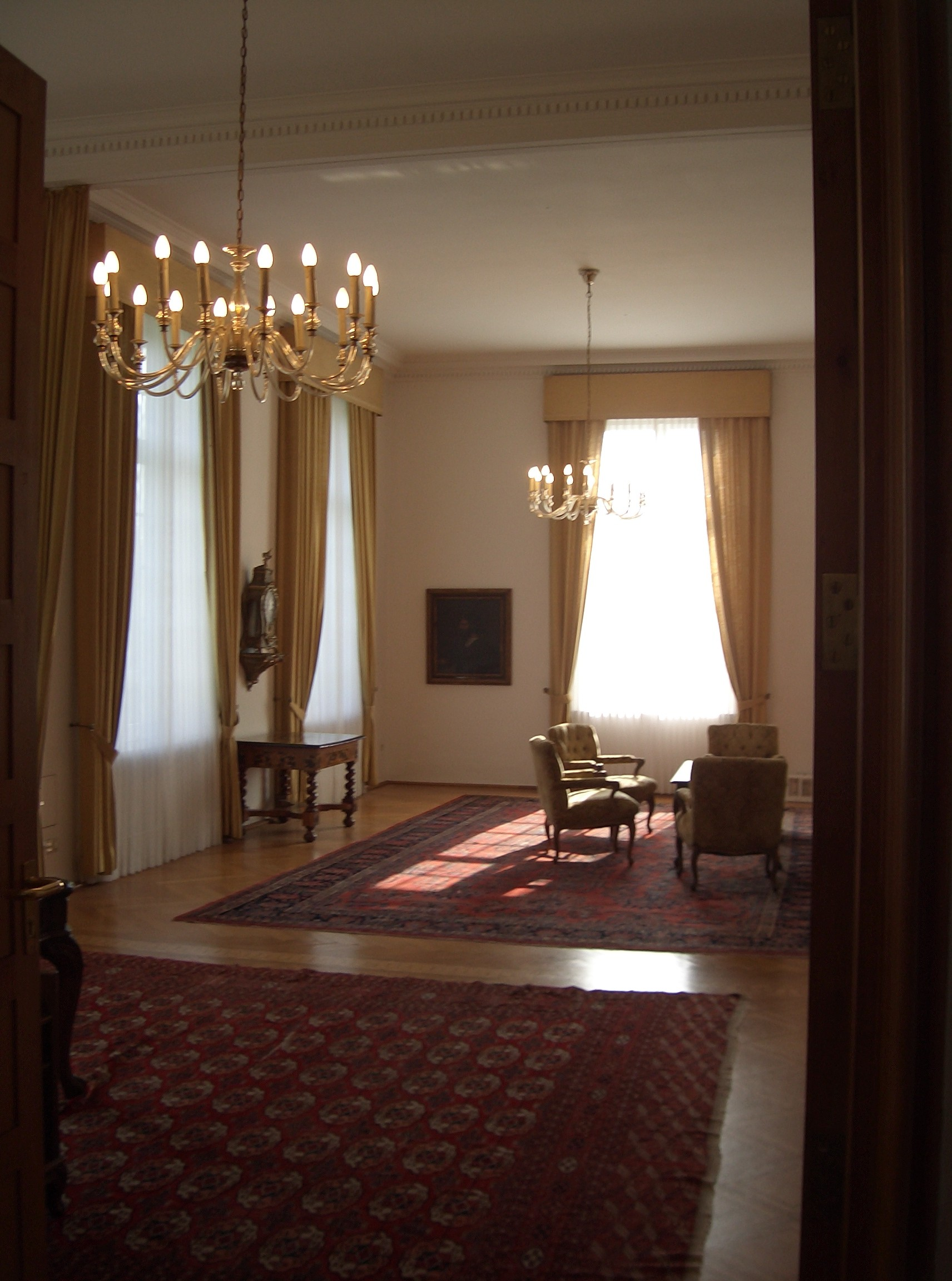
Besprechungsecke
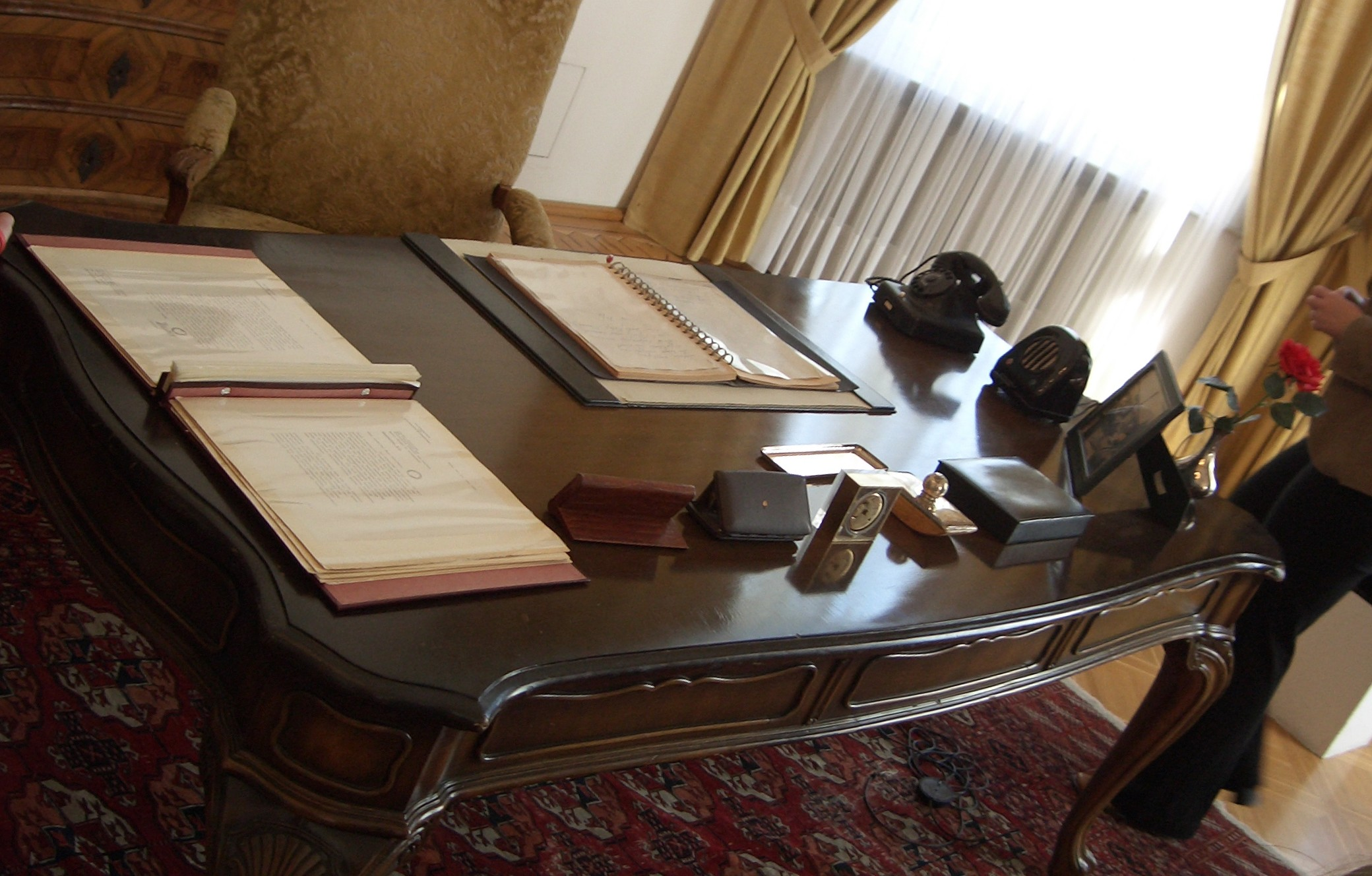
Konrad Adenauers Schreibtisch
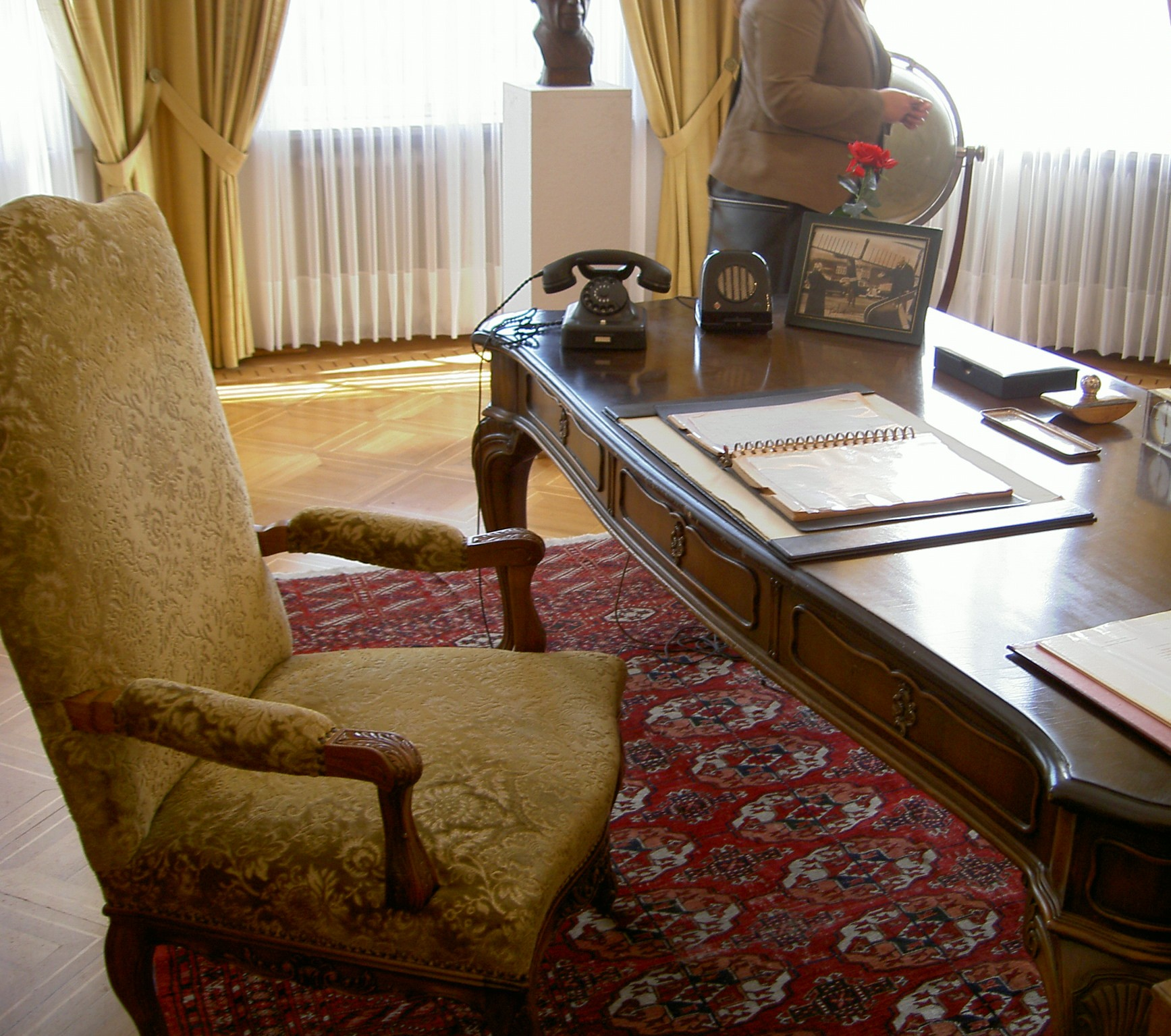
Konrad Adenauers Schreibtisch